# Jon Sobrino
Jon Sobrino (* 27. prosince 1938 Barcelona) je španělský katolický kněz baskické národnosti. Od osmnácti let je příslušníkem Tovaryšstva Ježíšova. Získal titul doktora teologie na Philosophisch-Theologische Hochschule Sankt Georgen ve Frankfurtu nad Mohanem. Od roku 1958 působil v Salvadoru a vyučoval na Universidad Centroamericana José Simeón Cañas, která patřila k centrům odporu vůči salvadorské diktatuře a 16. listopadu 1989 na ní vojenské komando zavraždilo šest jezuitů (Sobrino těsně před tím odjel na vědeckou konferenci do Thajska). Je odborníkem na christologii a předním představitelem teologie osvobození; zastává názor, že „naději na spravedlivou budoucnost nesou chudí, zatímco bohatý svět už žádnou naději vyvolat nedokáže“. V roce 2007 vydala Kongregace pro nauku víry prohlášení, v němž odmítla myšlenky, které Sobrino formuloval ve své knize Ježíš Osvoboditel.